# تلمبه نبوی محمدآباد
تلمبه نبوی محمدآباد یک منطقهٔ مسکونی در ایران است که در دهستان گلستان (سیرجان) واقع شده‌است. تلمبه نبوی محمدآباد ۸۷ نفر جمعیت دارد.